# Pokémon espada y Pokémon escudo: la Isla de la Armadura
Pokémon espada y escudo: la Isla de la Armadura (ポケットモンスター ソード・シールド 鎧の孤島 Poketto Monsutā Sōdo Shīrudo: Yoroi no Kotō?) es la primera de dos expansiones descargables de Pokémon espada y escudo: pase de expansión para los videojuegos de rol Pokémon Espada y Escudo, publicados en 2019 para Nintendo Switch. Fue desarrollado por Game Freak y publicado por The Pokémon Company y Nintendo para la misma consola. Su lanzamiento fue global y tuvo lugar el 17 de junio de 2020. Precede a Las Nieves de la Corona (lanzado el 22 de octubre de 2020). El pase de expansión completo en formato físico fue publicado el 6 de noviembre de 2020.
El pase de expansión se utilizó para reemplazar la necesidad de una tercera versión o secuela de Espada y Escudo. El contenido está ambientado en una isla tropical, la Isla de la Armadura (basada en la Isla de Man), que está frente a la costa de la región ficticia de Galar de Espada y Escudo. El jugador controla al protagonista durante su viaje por la isla, hogar del dojo del antiguo Campeón de la región de Galar y su familia. El modo de juego consiste principalmente en entrenar al Pokémon legendario Kubfu. Completar el entrenamiento dará como resultado que Kubfu evolucione a una de las dos formas del Pokémon Urshifu.

## Modo de juego
La isla en del paquete de expansión es un "Área Silvestre" interconectada, un mundo abierto con cámara libre y un clima dinámico, lo que tiene implicaciones sobre qué especies Pokémon aparecen en un momento dado. Además, es posible incursionarse en guaridas, que son pequeñas arenas para luchar y atrapar Pokémon en su forma Dinamax. El juego presenta pruebas, iniciadas por el maestro del dojo de la isla y antiguo Campeón de Galar, Mostaz, y deben completarse para avanzar en la historia. Estas involucran luchar contra Pokémon y recolectar ingredientes. Estas pruebas otorgan a los jugadores acceso a Kubfu, un Pokémon que puede ser entrenado para evolucionar a una versión de tipo siniestro o de tipo agua de Urshifu. Una característica que regresa de los juegos Pokémon Let's Go es que el Pokémon del jugador puede seguirlo en el mapa. La expansión añade, a su vez, una nueva forma de lucha llamada "Prueba ceñida", que limita los tipos de Pokémon que el usuario puede emplear en la batalla. La Isla de la Armadura ofrece una misión secundaria que involucra la caza de 151 Digletts de Alola; tras llegar a ciertos logros el jugador consigue Pokémon en formas Alola.

### Pokémon
La Isla de la Armadura presenta al legendario Pokémon Kubfu y su evolución Urshifu. Estos Pokémon son fundamentales para la trama de la expansión y la temática de la evolución. Además, se ha agregado una forma regional de Slowpoke y una de sus evoluciones, Slowbro. La expansión también añade nuevas formas Gigantamax para Venusaur, Blastoise, los Pokémon iniciales de la región (Rillaboom, Cinderace e Inteleon), y ambas formas de Urshifu. El contenido descargable incluye al Pokémon mítico Zarude, que es un personaje protagonista de Pokémon: los secretos de la selva. La isla cuenta con 108 Pokémon de generaciones anteriores no presentes en el juego base, aunque Game Freak había declarado previamente su negativa a agregar Pokémon tras el lanzamiento de Espada y Escudo.

## Argumento
El jugador llega a la isla en tren desde Pueblo Par. Una vez allí, el personaje principal se encuentra con un nuevo rival, exclusivo de la versión del juego. Se encuentran con Dreo si juegan Pokémon Escudo y Sófora si juegan Pokémon Espada. Debido a una confusión, el rival cree que el jugador es un estudiante nuevo y comienza una batalla Pokémon. Posteriormente se visita el Dojo Maestro, donde se encuentran con Mostaz, el maestro del dojo y ex Campeón de la región, quien desafía al jugador a un combate. Una vez terminada la batalla, Mostaz declara que el dojo está a su máxima capacidad e inicia las "tres pruebas", al ganador de las cuales se le dará la "armadura secreta".
Se revela que la primera prueba trata de perseguir y derrotar a tres rápidos Slowpoke que robaron el uniforme de dojo del rival. La segunda consiste en encontrar ingredientes para la receta de sopa del dojo, que permite que ciertos Pokémon cambien a su forma Gigantamax. Al encontrar champiñones, el rival desafía al jugador a una batalla por los hongos. La última prueba es un combate Dinamax entre el protagonista y el rival en el campo de batalla del dojo. El jugador sale victorioso y es recompensado con la "armadura secreta": el Pokémon legendario Kubfu.
Después de la obtención de Kubfu, Mostaz le pide al jugador que aumente su amistad con el Pokémon. Si bien el jugador puede usar métodos de amistad estándar, Mostaz le recomienda que lleve a Kubfu a visitar varios lugares de la isla. Una vez que el protagonista y Kubfu mejoran su relación, el antiguo Campeón da a elegir entre subir las "Torres Pugna", la "Torre de las sombras" o la "Torre de las aguas". Independientemente de la torre que elija el jugador, Mostaz estará esperando en el último piso, listo para desafiarlo con su propio Kubfu. Después de derrotarlo es posible evolucionar al Pokémon Urshifu. Dependiendo de la torre escogida, los tipos y movimientos que obtenga Urshifu serán diferentes.

## Desarrollo
El pase de expansión se anunció en el Pokémon Direct del 9 de enero de 2020 y nuevamente se mostró brevemente en el Nintendo Direct Mini del 26 de marzo. Tras esto, el pase se mostró con gran detalle en los Pokémon Presents del 17 de junio, horas antes de que se lanzara la Isla de la Armadura.
El desarrollo de la expansión comenzó poco antes de que se lanzara Pokémon Espada y Escudo. Durante las entrevistas, se mencionó que, dependiendo del avance del juego cuando se entrara en la expansión, los niveles de los Pokémon se escalarían en consecuencia. Sin embargo, al igual que en el juego base, los niveles escalan con la cantidad de medallas de gimnasio que tiene el jugador.

## Recepción
La Isla de la Armadura recibió "críticas mixtas o promedio" según Metacritic. GameSpot lo consideró una extensión en la mejor parte del juego base, el Área Silvestre. La duración de la expansión, específicamente la historia, se consideró demasiado corta; Álvaro Alonso de Hobby Consolas y Travis Northup de IGN escribieron que la historia de la expansión solo dura un par de horas y la falta de contenido tras terminarla no ayuda a mejorar este problema.
Uno de los aspectos más destacados según los críticos fue la gran Área Silvestre, que se extiende por la isla, y los críticos de TouchArcade lo llamaron "la estrella del espectáculo". Kallie Plagge de GameSpot notó que la expansión duplicó la idea y la hizo "más grande y mejor" que la versión del juego base, haciendo elogios sobre los diversos escenarios y elementos del juego más adecuados, como el sistema meteorológico dinámico. En la revisión de Alex Olney de Nintendo Life, opinó que el Área Silvestre estaba bien pensada y planeada cuidadosamente, pero por contra tildó a los gráficos de confusos. También elogió las dimensiones de Pokémon que originalmente faltaba en el juego base, como el escalado del tamaño de Wailord.
Aunque recibió una recepción bastante positiva, la expansión fue criticada principalmente por no hacer mucho con su juego o historia. Chris Carter de Destructoid mencionó que la entrega era sólida y valía la pena el precio, pero que la expansión no solucionó los problemas del juego base ni sacudió la "fórmula Pokémon". Otros críticos dijeron que el juego no ofrecía mucho. Sam Loveridge de GamesRadar+ concluyó que la historia y los personajes pueden no ser suficientes para entusiasmar a los fanáticos de la serie y que el Área Silvestre era repetitiva.